# Азімов Олександр Тельманович
Олекса́ндр Те́льманович Азімов — старший науковий співробітник НАН України (2009), кандидат геолого-мінералогічних наук (1996), доктор геологічних наук (2009, загальна та регіональна геологія).

## З життєпису
Провідний науковий співробітник, Державна установа «Науковий центр аерокосмічних досліджень Землі Інституту геологічних наук Національної академії наук України», відділ енергомасообміну в геосистемах.
Входить до складу спеціалізованої вченої ради, Державна установа «Науковий Центр Аерокосмічних Досліджень Землі Інституту Геологічних Наук Національної Академії Наук України».
Серед робіт:
- «Розривні деформації зовнішніх прибортових ділянок центральної частини Дніпровсько-Донецької западини (за комплексом дистанційних та геолого-геофізичних даних», 1996, кандидатська робота,
- «Інформатизація аерокосмічного землезнавства», співавтори Довгий Станіслав Олексійович,Лялько Вадим Іванович, Трофимчук Олександр Миколайович, Федоровський Олександр Дмитрович, 2001
- «Ландшафтні геоіндикатори характеристик розривних порушень як основа їх вивчення дистанційними методами. 2. Геодинамічні ознаки диз'юнктивних структур», 2009, докторська робота.